# 第一代什魯斯伯里伯爵羅傑·德·蒙哥馬利
罗杰·德·蒙哥马利（英文Roger de Montgomerie）（死于1094年），也以大罗杰·德·蒙哥马利(Roger the Great de Montgomery)之名为人所知，第一代什鲁斯伯里伯爵。他的父亲也叫做罗杰·德·蒙哥马利，可能是诺曼底公爵理查德一世的妻子刚诺拉（Gunnor）公爵夫人的侄孙。老罗杰在诺曼底中央拥有大量地产，它们主要位于潜水（Dives）河谷，小罗杰继承了这些财产。

## 生平
罗杰是征服者威廉的主要顾问之一。在1066年刚刚开始入侵英格兰时，他没有参与战斗，而是呆在后方协助管理诺曼底（这里有一些争议，尼尔·拉德洛Neil Ludlow，彭布罗克城堡，记载罗杰在黑斯廷斯战役中带领诺曼底右翼军队）。后来，他被委托管理两块英格兰的防卫重地，1067年底（或1068年初）接受了阿伦德尔（Arundel）雷普（rape）（阿伦德尔是地名，雷普是一种苏塞克斯行政单位），1071年11月被封为第一代什鲁斯伯里伯爵。少数历史学家认为在1071年罗杰接受什罗普地区时还没有被封为伯爵，而是又数年之后才册封。
因此，在征服者威廉的统治时期，罗杰是六个最大的权贵之一。除了包含阿伦德尔（Arundel）雷普（rape）的萨塞克斯的很大一部分，八分之七的什罗普郡土地也被和什鲁斯伯里伯爵头衔一起被授予，他在萨里郡、汉普郡、威尔特郡、米德尔塞克斯郡、赫特福德郡、格洛斯特郡、伍斯特郡、剑桥郡、沃里克郡和斯塔福德郡都拥有地产。
1087年威廉一世死后，罗杰加入了其他叛乱者推翻新国王威廉二世的1088年叛乱活动。然而，威廉却能说服罗杰放弃叛乱并站在自己一边。这对罗杰来说是个有利的结果，因为叛乱者被打败并失去了在英格兰的土地和财产。
罗杰的第一次婚姻是和贝莱姆的梅布尔（Mabel of Bellême），她同时是诺曼底和曼恩的边界两边巨大地产的女继承人。罗杰和她有十个子女。
| 姓名                                 | 出生    | 逝世    | 备注                                   |
| ------------------------------------ | ------- | ------- | -------------------------------------- |
| 和 梅布尔·塔尔维斯 (贝莱姆的梅布尔). |         |         |                                        |
| 罗杰·蒙哥马利                        |         | 1066    |                                        |
| 贝莱姆的罗贝尔                       | 1052    | c. 1130 | 第三代什鲁斯伯里伯爵                   |
| 蒙哥马利的休                         |         | 1098    | 第二代什鲁斯伯里伯爵                   |
| 罗杰·波伊特文                        | c. 1058 |         |                                        |
| 菲利普·Grammarian                    |         | 1099    | 死于第一次十字军东征时的安提俄克围攻战 |
| 蒙哥马利的阿努尔夫                   | c. 1068 |         |                                        |
| 艾玛，Almenchêches修道院院长         |         |         |                                        |
| 玛蒂尔达                             |         |         | 嫁给莫尔坦伯爵罗贝尔                   |
| 梅布尔                               |         |         | 嫁给Châteauneuf-en-Thimerais的休       |
| 希比尔                               |         |         | 嫁给罗贝尔·Fitzhamon                   |

罗杰后来娶了阿德莱德·德·木乐（Adelaide de Le Puiset），他们有一个儿子埃弗拉德，后来加入了教会。
在罗杰死后，他的财产被分割。健在的最年长的儿子贝莱姆的罗贝尔继承了诺曼底地产（包括罗贝尔母亲的地产）的大部分；下一个儿子休继承了英国的大部分地产和什鲁斯伯里伯爵头衔。休死后，哥哥罗贝尔继承了伯爵头衔。
在银屏上，约翰·格林伍德在1966年BBC的两集电视剧《征服》中扮演罗杰，该剧是《剧院625》（Theatre 625）系列中的一部分。